# Carline
Pour les articles homonymes, voir Carline (homonymie).
Carlina
Genre

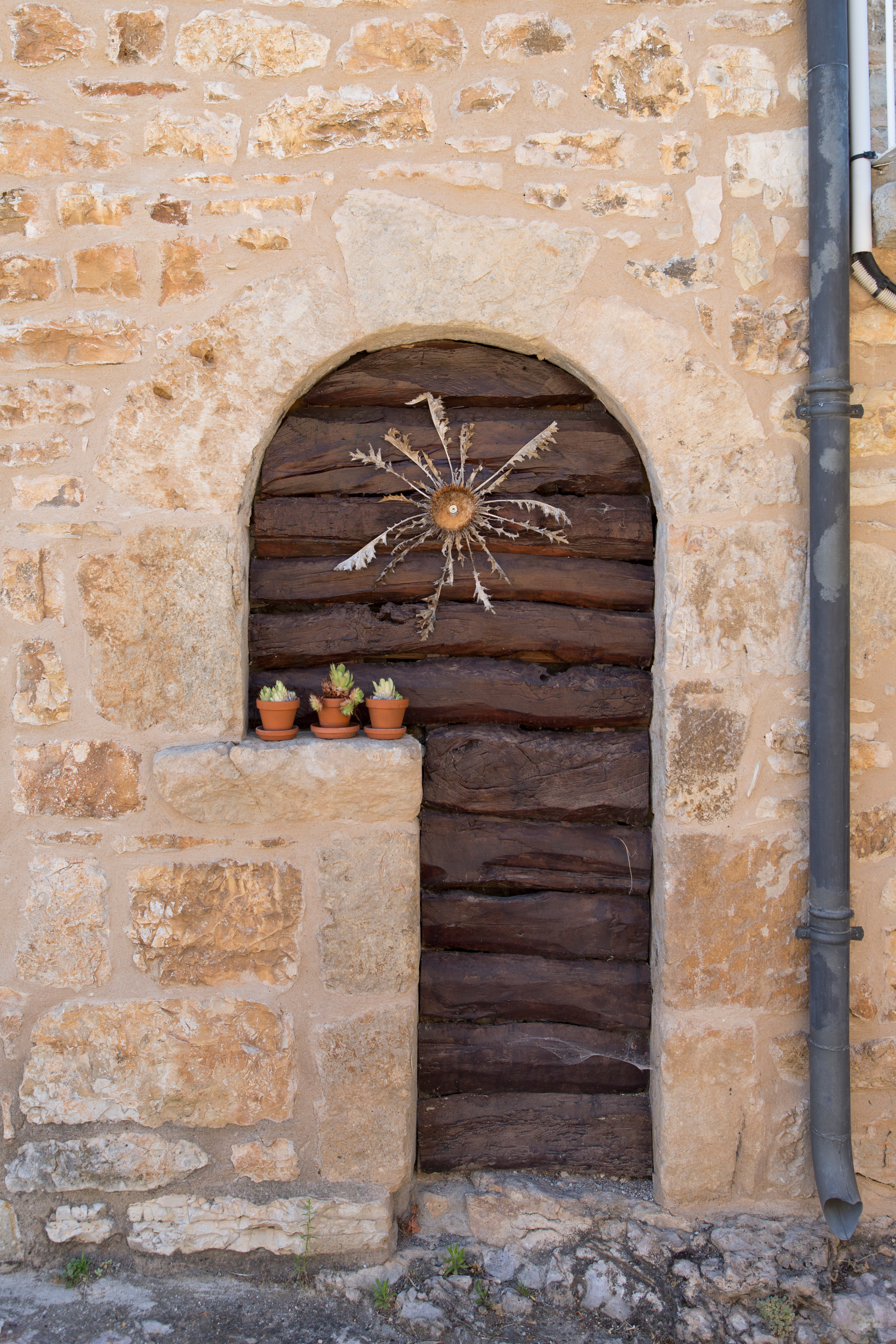
Carline utilisée comme symbole solaire dans le sud de l'Europe.

Carlina (les carlines) est un genre de plantes herbacées de la famille des Astéracées (ou Composées). Elles sont proches des chardons et des cirses, mais s'en distinguent notamment par la présence de bractées extérieures identiques aux feuilles de la plante, et de bractées intérieures semblables à des ligules. On distingue nettement dans l'involucre des carlines trois types de bractées :
- bractées extérieures : identiques aux feuilles, mais de moindre longueur ;
- bractées moyennes : coriaces, presque ligneuses, de couleur brune ou noirâtre, à cils épineux ;
- bractées intérieures : longues et pointues, légèrement membraneuses, elles forment la périphérie du capitule, et pourraient aisément être prises pour des ligules, autrement dit pour des fleurs.

Les fleurs proprement dites sont tubulées et forment un disque au centre du capitule. La plante dans son ensemble est très épineuse.
Elles sont associées au 21 thermidor du calendrier républicain / révolutionnaire français, y dénommé jour de la carline, généralement chaque 8 août du calendrier grégorien.

## Étymologie
Le nom générique Carlina est une probable variante de cardina, dérivé de cardo (= chardon), le mot s'étant croisé avec Carlo (= Charles) sans doute sous l'influence d'une légende relatée par Tabernaemontanus et voulant qu'un ange ait montré à Charlemagne (ou Charles Quint) la Carline acaule en la lui présentant comme un remède contre la peste bubonique qui décimait son armée. 

## Principales espèces
- Plantes à tige érigée :
  - Carlina vulgaris, carline commune
  - Carlina biebersteinii, carline à longues feuilles
  - Carlina corymbosa, carline en corymbe
  - Carlina lanata, carline laineuse
  - Carlina macrocephala, carline à gros capitules
- Plantes acaules (tige absente) :
  - Carlina acanthifolia, carline à feuilles d'acanthe
  - Carlina acaulis, carline acaule, comestible comme un artichaut.

## Confusion possible
Ne pas confondre avec Carlina gummifera (synonyme Atractylis gummifera), le Chardon à glu qui est un toxique mortel.

## Liste d'espèces
Selon Catalogue of Life (21 avril 2021) :
- Carlina acanthifolia
- Carlina acaulis
- Carlina atlantica
- Carlina barnebiana
- Carlina biebersteinii
- Carlina brachylepis
- Carlina canariensis
- Carlina corymbosa
- Carlina curetum
- Carlina diae
- Carlina falcata
- Carlina frigida
- Carlina graeca
- Carlina guittonneaui
- Carlina hispanica
- Carlina involucrata
- Carlina kurdica
- Carlina lanata
- Carlina libanotica
- Carlina oligocephala
- Carlina pygmaea
- Carlina racemosa
- Carlina salicifolia
- Carlina sicula
- Carlina sitiensis
- Carlina texedae
- Carlina tragacanthifolia
- Carlina vulgaris
- Carlina xeranthemoides
- Carlina × bakariensis
- Carlina × szaferi